# 中国驻格鲁吉亚大使列表
本列表为中華人民共和國驻格鲁吉亚历任大使名录。

## 历任中国驻格鲁吉亚大使

### 中华人民共和国驻格鲁吉亚大使（1992年至今）
1992年6月9日，中华人民共和国与格鲁吉亚建交。同年10月，中国设立驻格鲁吉亚大使馆。
| 姓名   | 任命           | 任命           | 到任           | 递交国书       | 免职           | 免职           | 离任       | 外交衔级 | 外交职务     | 备注     |
| 姓名   | 全国人大常委会 | 主席           | 到任           | 递交国书       | 全国人大常委会 | 主席           | 离任       | 外交衔级 | 外交职务     | 备注     |
| ------ | -------------- | -------------- | -------------- | -------------- | -------------- | -------------- | ---------- | -------- | ------------ | -------- |
| 徐致敬 | 不適用         | 不適用         | 1992年10月     | 1992年10月21日 | 不適用         | 不適用         | 1993年4月  | 参赞     | 临时代办     | 筹备开馆 |
| 王凤祥 | 1992年12月28日 | 1993年3月2日   | 1993年4月      | 1993年4月23日  | 1994年12月29日 | 1995年3月27日  | 1995年2月  | 大使     | 特命全权大使 |          |
| 李景贤 | 1994年12月29日 | 1995年3月27日  | 1995年2月      | 1995年3月28日  | 1996年8月29日  | 1997年2月1日   | 1996年11月 | 大使     | 特命全权大使 |          |
| 张咏荃 | 1996年8月29日  | 1997年2月1日   | 1996年12月     | 1997年1月14日  | 2001年12月29日 | 2002年3月25日  | 2002年2月  | 大使     | 特命全权大使 |          |
| 徐建国 | 2001年12月29日 | 2002年3月25日  | 2002年2月      | 2002年3月28日  | 2004年8月28日  | 2005年1月17日  | 2004年12月 | 大使     | 特命全权大使 |          |
| 王开文 | 2004年8月28日  | 2005年1月17日  | 2005年1月13日  | 2005年1月18日  | 2008年4月24日  | 2008年9月30日  | 2008年7月  | 大使     | 特命全权大使 |          |
| 宫建伟 | 2008年4月24日  | 2008年9月30日  | 2008年9月      | 2008年10月20日 | 2010年6月25日  | 2010年10月25日 | 2010年10月 | 大使     | 特命全权大使 |          |
| 陈建福 | 2010年6月25日  | 2010年10月25日 | 2010年10月19日 | 2010年11月9日  | 2013年6月29日  | 2013年9月26日  | 2013年8月  | 大使     | 特命全权大使 |          |
| 岳斌   | 2013年6月29日  | 2013年9月26日  | 2013年9月21日  | 2013年10月7日  | 2015年8月29日  | 2015年12月11日 | 2015年11月 | 大使     | 特命全权大使 |          |
| 季雁池 | 2015年8月29日  | 2015年12月11日 | 2015年12月     | 2015年12月17日 | 2019年4月23日  | 2019年8月8日   | 2019年6月  | 大使     | 特命全权大使 |          |
| 李岩   | 2019年4月23日  | 2019年8月8日   | 2019年7月4日   | 2019年7月22日  | 2022年2月28日  | 2022年6月9日   | 2022年2月  | 大使     | 特命全权大使 |          |
| 周谦   | 2022年2月28日  | 2022年6月9日   | 2022年5月13日  | 2022年6月3日   | 现任           |                |            | 大使     | 特命全权大使 |          |